# Medalja za iznimne pothvate
Medalja za iznimne pothvate je odlikovanje Republike Hrvatske, koje se uručivalo za iznimne pothvate u održavanju ustavno-pravnog poretka Republike Hrvatske, te zaštiti života građana i imovine. Medalju dodjeljuje vrhovni zapovjednik na prijedlog člana Vlade ili župana.